# Claudio Biaggio
Claudio Biaggio (n. 2 iulie 1967, Santa Rosa⁠(d), Provincia La Pampa, Argentina) este un fost fotbalist argentinian.
Biaggio a debutat la echipa națională a Argentinei în anul 1995.

## Statistici
| Argentina | Argentina | Argentina |
| An        | Meciuri   | Goluri    |
| --------- | --------- | --------- |
| 1995      | 1         | 0         |
| Total     | 1         | 0         |